# 858.
◄ | 8. stoljeće | 9. stoljeće | 10. stoljeće | ►
◄ | 820-ih | 830-ih | 840-ih | 850-ih | 860-ih | 870-ih | 880-ih | ►
◄◄ | ◄ | 855. | 856. | 857. | 858. | 859. | 860. | 861. | ► | ►►
Astronomija • Književnost • Kršćanstvo • Pravo • Promet

## Događaji
- 23. studenog – Istočnorimski samovladar Bardas postavio je u Konstantinopolu (Carigradu) učenjaka i voditelja carskog ureda Fotiosa za kršćanskog patrijarha uz papu Nikolu I. u Rimu i uveo prvu podjelu na zapadni i istočnu kršćansku crkvu.

## Smrti
- 17. travnja – Benedikt III., papa

## Vanjske poveznice
|  | Zajednički poslužitelj ima još gradiva o temi 858. |